# یوجی کاکیوچی
یوجی کاکیوچی (انگلیسی: Yuji Kakiuchi؛ زادهٔ ۳۱ اوت ۱۹۶۹) بازیکن فوتبال اهل ژاپن است.
از باشگاه‌هایی که در آن بازی کرده‌است می‌توان به باشگاه فوتبال آلبیرکس نیگاتا اشاره کرد.